# Pico Almenara (Sierra de Alcaraz)
El pico Almenara es una montaña de la sierra de Alcaraz (Provincia de Albacete, España). Toma importancia por su visibilidad desde muchos kilómetros y por ser el punto más alto de esta sierra. La sierra de Alcaraz forma parte del sistema prebético, que a su vez es una de las divisiones de la cordillera bética, también llamada sistemas béticos.
Respecto de la vegetación abunda el bosque de pinos repoblados entre los 1000 y 1600 metros. A partir de aquí hay bosque bajo de matorral casi hasta la cumbre. 
No es un monte de difícil acceso por ninguna de sus caras, pero la ruta de ascenso normal es por su cara sur desde la fuente del pino de los muchachos. Al subir la cima del pico, por la parte trasera se puede ver La Fuente, donde hay una zona llana para dormir.   